# Santo Amaro da Imperatriz
Santo Amaro da Imperatriz là một đô thị thuộc bang Santa Catarina, Brasil. Đô thị này có diện tích 352,4 km², dân số năm 2007 là 17602 người, mật độ 58,7 người/km².